# Hans Jörger
Hans-Georg Jörger fue un deportista alemán que compitió en esgrima, especialista en la modalidad de sable. Participó en los Juegos Olímpicos de Berlín 1936, obteniendo una medalla de bronce en la prueba por equipos.

## Palmarés internacional
| Juegos Olímpicos | Juegos Olímpicos  | Juegos Olímpicos  | Juegos Olímpicos  |
| Año              | Lugar             | Medalla           | Prueba            |
| ---------------- | ----------------- | ----------------- | ----------------- |
| 1936             | Berlín (Alemania) | Medalla de bronce | Sable por equipos |